# Підгаєць Олег Петрович
Оле́г Петро́вич Підга́єць — полковник повітряних сил Збройних сил України.
Станом на січень 2014 року — старший українського сектору місії ООН в Південному Судані.

## Нагороди
За особисту мужність і героїзм, виявлені у захисті державного суверенітету та територіальної цілісності України, вірність військовій присязі під час бойових дій та при виконанні службових обов'язків, відзначений — нагороджений
- 13 серпня 2015 року — орденом Данила Галицького.